# Макроэкономическая политика
Макроэкономическая политика — государственная политика, целью которой является ограничение уровней безработицы и инфляции, поддержка роста экономики, предотвращение экономических кризисов, обеспечение стабильного функционирования экономики. В макроэкономической политике выделяют, в частности, налогово-бюджетную, денежно-кредитную и внешнеэкономическую политики.
Как правило, макроэкономическая политика государства зависит от состояния экономики данной страны, то есть от того, на какой фазе экономического цикла находится страна: подъёме или рецессии. Если страна находится в рецессии, то власти проводят стимулирующую политику, чтобы вывести страну из дна. Если страна испытывает подъём, то правительство проводит сдерживающую политику, дабы не допустить высоких темпов инфляции в стране.

## Фискальная политика

Один из возможных ожидаемых результатов фискальной политики: совокупный спрос увеличивается, что ведет к подъему экономики

Фискальная политика — стабилизационная политика государства с целью смягчить экономические циклы с помощью изменений параметров совокупных издержек. Основными инструментами данной политики являются чистые налоги и государственные закупки товаров и услуг. Если в стране рецессия, то правительство может либо увеличить закупки, либо уменьшить налоги, с целью увеличить совокупный выпуск. Если же подъем или перегрев экономики, то, наоборот, снизить закупки или увеличить налоги.
Одна из многих положительных черт фискальной политики заключается в том, что данную политику относительно проще проводить государством, чем монетарную, поскольку правительство не принимает специальных, отдельных решений для исполнения фискальной политики. К тому же, представители кейнсианской школы предположили, что при проведении монетарной политики легче управлять процентной ставкой, но инвестиции от этого особо не изменяются.
Фискальная политика имеет и свои недостатки. Государство, как и любой другой макроэкономический агент может нести убытки, то есть иметь дефицит государственного бюджета. Большой запас избыточных средств также вреден для государства. Неграмотное проведение фискальной политики может обернуться серьёзным дисбалансом в государственном бюджете. Основной проблемой фискальной политики экономисты называют эффект Crowding-out (эффект вытеснения), когда при росте государственных расходов, из-за определенной реакции на рынке заемных средств, снижается объем инвестиций в страну, что замедляет темпы развития страны.

### Стимулирующая политика
Если страна переживает депрессию или находится в стадии экономического кризиса, то государство может принять решение о проведении стимулирующей фискальной политики. В данном случае правительству необходимо стимулировать или совокупный спрос, или предложение, или оба параметра сразу. Для этого, при прочих равных условиях, государство повышает размер своих закупок товаров и услуг, снижает налоги и повышает трансферты, если это возможно. Любое из данных изменений приведет к увеличению совокупного выпуска, что автоматически увеличивает совокупный спрос и параметры системы национальных счетов. Стимулирующая фискальная политика приводит к увеличению объемов выпуска в большинстве случаях.

### Сдерживающая политика
Власти проводят сдерживающую фискальную политику в случае краткосрочного «перегрева» экономики. В этом случае правительство проводит меры, прямо противоположные тем, что осуществляются при стимулирующей экономической политике. Государство сокращает свои расходы и трансферты и увеличивает налоги, что приводит к сокращению как совокупного спроса, так и, возможно, совокупного предложения. Подобная политика регулярно проводится правительствами ряда стран с целью замедлить темпы инфляции или избежать её высоких темпов в случае экономического бума.

### Автоматическая или дискреционная
Фискальную политику экономисты также подразделяют на очередные два типа: дискреционную и автоматическую. Дискреционная политика официально объявляется государством. При этом государство изменяет значения параметров фискальной политики: увеличиваются или уменьшаются государственные закупки, изменяются налоговая ставка, размеры трансфертных выплат и тому подобные переменные. Под автоматической политикой понимают работу «встроенных стабилизаторов». Данными стабилизаторами являются такие как процент подоходного налога, косвенные налоги, различные трансфертные пособия. Размеры выплат автоматически изменяются в случае любой ситуации в экономике. Например, потерявшая своё состояние во времена войны домохозяйка будет платить тот же самый процент, но уже от меньшего дохода, следовательно, размеры налогов для неё автоматически снизились.

## Монетарная политика
Монетарная политика — стабилизационная политика государства с целью смягчить экономические циклы с помощью изменения Центральным Банком предложения денег. Чтобы изменять предложение денег в обращении, Центральный Банк может изменять норму обязательных резервов для коммерческих банков, оперировать на открытом рынке, то есть продавать или покупать государственные облигации у населения, или же напечатать деньги.
Преимущество монетарной политики состоит в том, что банковская система реагирует быстрее на монетарную политику, нежели на фискальную. Стимулирующая монетарная политика также выгодна не только населению, но и коммерческим банкам, поскольку при увеличении денежной массы банки могут выдавать больше кредитов.
Как недостаток монетарной политики можно выделить то, что изменение предложение денег зависит не только от Центрального Банка, но и от рациональности коммерческих банков и поведения домохозяйств, что нередко делает монетарную политику более длительной по исполнению, чем фискальная.

### Операции на открытом рынке
Продажа (покупка) ЦБ государственных ценных бумаг на открытых рынках коммерческим банкам уменьшает (увеличивает) резервы банков, а следовательно, уменьшает (увеличивает) кредитные возможности банков, увеличивая (уменьшая) процентную ставку. Этот метод денежной политики применяется в краткосрочном периоде и обладает большой гибкостью.

### Изменение минимальной резервной нормы
Увеличение резервной нормы центральным банком уменьшает избыточные резервы (которые можно отдать в ссуду), тем самым способность банка расширять денежную массу путём кредитования снижается. Это средство регулирования денежной массы обычно применяют в долгосрочном периоде.

### Изменение учетной ставки
Ставка, взимаемая ЦБ за ссуды, представленные коммерческим банкам, называется учетной ставкой. С понижением учетной ставки увеличивается спрос коммерческих банков на кредиты ЦБ. Одновременно увеличиваются резервы коммерческих банков и их способность давать кредит предпринимателям и населению. Снижается и банковский процент за кредит. Предложение денежной массы в стране возрастает. Наоборот, когда нужно снизить деловую активность, уменьшив денежную массу в стране, центральный банк повышает учетную ставку. Повышение учетной ставки является также приёмом борьбы с инфляцией.
В зависимости от экономической ситуации центральный банк прибегает к политике «дешёвых» и «дорогих» денег.

### Политика дешёвых денег
Проводится в период низкой конъюнктуры. Центральный банк увеличивает предложение денег путём покупки государственных ценных бумаг на открытом рынке, понижения резервной нормы, понижения учётной ставки. Тем самым понижается процентная ставка, достигается рост инвестиций и повышение деловой активности.

### Политика дорогих денег
Проводится Центробанком, прежде всего, как антиинфляционная политика. Для того чтобы сократить денежное предложение, ограничивается денежная эмиссия, осуществляется продажа государственных ценных бумаг на открытом рынке, увеличивается минимальная резервная норма, увеличивается учётная ставка.
Наряду с перечисленными методами государственного регулирования, имеющими внутриэкономическую направленность, существуют специальные меры внешнеэкономического регулирования. К ним можно отнести меры стимулирования экспорта товаров, услуг, капиталов, «ноу-хау», управленческих услуг. Это — кредитование экспорта, гарантирование экспортных кредитов и инвестиций за рубежом, введение и отмена квот, изменение величины пошлины во внешней торговле.

## Внешнеэкономическая политика
Внешнеэкономическая политика является одним из основных макроэкономических инструментов, применяемых для ускорения либо замедления экономического роста внутри страны.
Во внешнеэкономической политике выделяют политики в области:
- экспорта;
- импорта;
- таможенных пошлин;
- тарифов;
- ограничений;
- привлечения иностранного капитала;
- вывоза капитала за рубеж;
- внешних займов;
- предоставления экономической помощи другим странам;
- осуществления совместных экономических проектов.